# Fáskrúðsfjörður
Fáskrúðsfjörður (dříve též Búðir) je malé město na východě Islandu. Leží ve stejnojmenném fjordu v obci Fjarðabyggð, nedaleko města Reyðarfjörður. V roce 2011 zde žilo 622 obyvatel.
Roku 1627 bylo město přepadeno severoafrickými piráty. V roce 1880 se Fáskrúðsfjörður stal obchodní stanicí a až do roku 1935 byl jedním z hlavních francouzských přístavů na Islandu. Sídlil zde francouzský konzul, fungovala zde francouzská nemocnice a kaple. Francouzský vliv je stále vidět: uliční ukazatele jsou krom islandštiny i francouzsky, Den Bastily (14. července) je slaven jako Den vlajky. Místní muzeum připomíná historii francouzských rybářů na Islandu.